# ウェンデル・L・ウィルキー

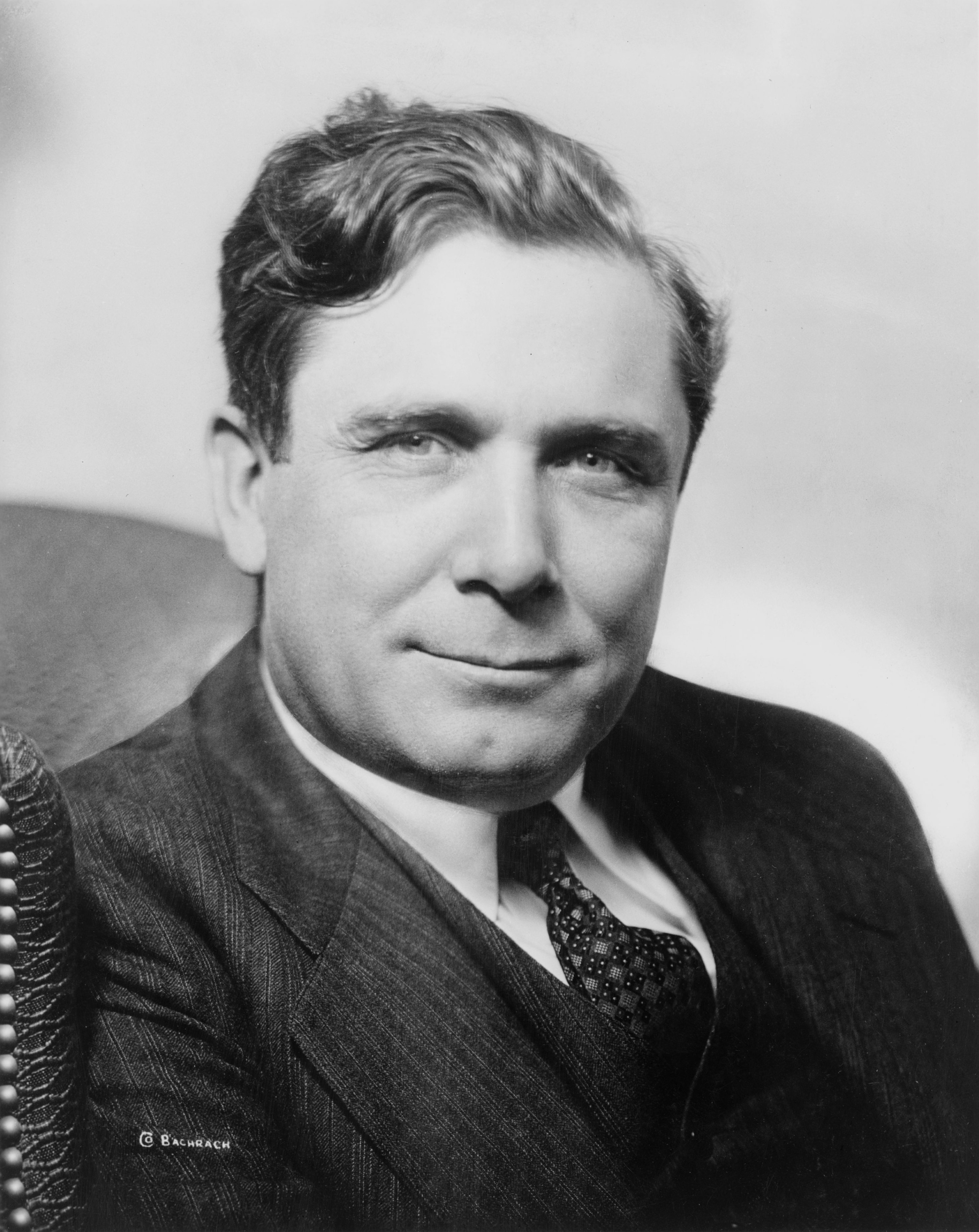
ウェンデル・ウィルキー

ウェンデル・ルイス・ウィルキー（Wendell Lewis Willkie, 1892年2月18日 - 1944年10月8日）は、アメリカの政治家、弁護士。1940年の共和党大統領候補。

## 来歴
ウィルキーは、インディアナ州エルウッドで生まれた。彼は主要政党の大統領候補に指名された唯一のインディアナ州出身者である。両親はともに弁護士であり、特に母親はインディアナ州で初めて司法に従事した女性の一人であった。インディアナ大学を卒業後、両親の法律事務所に司法修習生として1917年まで在籍した。
合衆国が第一次世界大戦に参戦すると、ウィルキーは陸軍士官として従軍した。その後、オハイオ州アクロンの法律事務所に勤め、1929年にはニューヨークで法律事務所を開業、主に大企業の顧問弁護士として活躍した。

## 政治的経歴
ウィルキーは永らく民主党員であったが、フランクリン・ルーズベルト大統領のニューディール政策、とりわけテネシー川のダム建設などの大規模公共事業に反対した。彼はニューディール政策により国家が市場経済へ過度に介入し、国家の役割が肥大化することを強く危惧した。したがって1939年に彼は共和党に鞍替えし、大統領に指名されるための運動を開始した。
ウィルキーは、民主党員であったという経歴もあって当初は大統領候補に指名される可能性はほとんどなかった。しかし草の根レベルでの運動を積み重ね、次第に支持を拡大した。フィラデルフィアで開かれた共和党大会で、アーサー・ヴァンデンバーグ上院議員、ロバート・タフト上院議員、トマス・E・デューイ検事らの有力候補を退け、6回の投票の末、大統領候補に指名された。ちなみにこのフィラデルフィア党大会は、初めてテレビ中継された主要政党の大会であった。
大統領選挙で、ウィルキーはニューディール政策を批判するばかりでなく、政権のヨーロッパでの戦争に対する中立政策や、軍事的な備えを欠いていることを非難し、ドイツに対する強硬姿勢及びイギリスに対する広範な支援、徴兵制を主張した。これは孤立主義に世論が傾斜していた当時にあって、大変勇気ある主張であったと後に評価される。ルーズベルトがこれに対して国防予算の増額、徴兵制の導入を提案すると、ウィルキーは選挙戦中にもかかわらず大統領への支持を表明した。ウィルキーは選挙に敗れたが、ルーズヴェルトの得票数2700万票に対し、2200万票を獲得した。
大統領選挙後、ウィルキーは、ドイツに敵対しイギリスへの支援を強化するルーズベルトの支持者として積極的に活動し、世間を驚かせた。具体的にはレンドリース法（武器貸与法）を支持し、欧州の戦争へのアメリカの更なる関与を主張した。また、1941年から1942年にかけてルーズベルトの特使としてイギリス、中東、ロシア、中国などを次々に訪問した。1941年にエレノア・ルーズベルトと自由主義を世界に広めることを目的とするフリーダムハウスを設立。1943年には第二次大戦後の世界秩序の構想を具体化した著書、「ワンワールド（One World）」が出版され、ベストセラーになった。1944年の大統領選挙でも共和党から指名を受けることを模索したが、トマス・E・デューイニューヨーク州知事の前に敗れ、新しく結成されたニューヨーク州の地域政党、自由党を全国政党化して大統領選挙に出馬する準備を進めていた矢先、心臓発作に襲われ急死した。
選挙戦の最中にあって、敵対候補の決断を支持する党派に捕らわれない姿勢から窺えるウィルキーの公正さ、私心の無さ、さらには不評を買うのを承知でドイツとの対決や徴兵制を主張した愛国心は今日に至るまで多くの人々の賞賛と敬意を集めている。また、ウィルキーは1992年に発行された75セント普通切手の肖像にも採用された。